# 西岡昭夫
西岡 昭夫（にしおか あきお、1927年（昭和2年）9月15日 - 2015年（平成27年）10月10日）は、日本の公害反対運動家である。

## 経歴・人物
静岡県三島市出身。静岡県立沼津中学校（現在の静岡県立沼津東高等学校）卒業後、当時第二次世界大戦下にあった事により陸軍士官学校予科に入学する。しかし戦後に同学校を中退し、中央気象台付属気象技術官養成所（現在の気象大学校）に転校した。後東京理科大学を卒業
卒業後は高校教師として活動し、沼津学園高等学校（現在の飛龍高等学校）にて教鞭を執りその後は静岡県立下田北高等学校（現在は閉校）に勤務する。
後に静岡県立沼津工業高等学校に転勤し、同学校在学中の1964年（昭和39年）に三島地区の石油化学コンビナートの建設計画における公害調査団に加入した。その際にこいのぼりを利用した気象観測等を行った事で公害が不可避が実証され計画を断念する事に貢献した。1966年（昭和41年）には静岡県立三島北高等学校に転勤し、後に静岡県立韮山高等学校に勤務し1987年（昭和62年）の定年退職までに同学校の教師にあたった。退職後は名古屋大学や宮城教育大学、静岡県立厚生保育専門学校（静岡県立大学短期大学部）等にて公害や住民運動の講義を行った。

## 受賞歴
- 田尻賞 - 1992年（平成4年）受賞[1][2]。
- 日本水大賞環境大臣賞 - 2004年（平成16年）受賞[2]。

## 著書
- 『沼津住民運動の歩み』